# Yzernay
Yzernay är en kommun i departementet Maine-et-Loire i regionen Pays de la Loire i nordvästra Frankrike. Kommunen ligger i kantonen Cholet 2e Canton som tillhör arrondissementet Cholet. År 2022 hade Yzernay 1 829 invånare.

## Befolkningsutveckling
Antalet invånare i kommunen Yzernay
| Referens: INSEE |